# Phylidorea (Macrolabina) nigronotata
Phylidorea (Macrolabina) nigronotata is een tweevleugelige uit de familie steltmuggen (Limoniidae). De soort komt voor in het Palearctisch gebied.